# 불명예
불명예(Dishonored)는 미국에서 제작된 조세프 본 스텐버그 감독의 1931년 드라마, 전쟁 영화이다. 마를렌 디트리히 등이 주연으로 출연하였다. 의상 디자인은 트래비스 밴턴이 맡았다.

## 출연

### 주연
- 마를렌 디트리히
- 빅터 매클래글렌
- 워너 올랜드